# 1263
Portal Geschichte | Portal Biografien | Aktuelle Ereignisse | Jahreskalender | Tagesartikel

◄ |
12. Jahrhundert |
13. Jahrhundert
| 14. Jahrhundert | ►

◄ |
1230er |
1240er |
1250er |
1260er
| 1270er | 1280er | 1290er | ►

◄◄ |
◄ |
1259 |
1260 |
1261 |
1262 |
1263
| 1264 | 1265 | 1266 | 1267 | ► | ►►
Staatsoberhäupter  · Nekrolog
| Januar | Januar | Januar | Januar | Januar | Januar | Januar | Januar |
| Kw     | Mo     | Di     | Mi     | Do     | Fr     | Sa     | So     |
| ------ | ------ | ------ | ------ | ------ | ------ | ------ | ------ |
| 1      | 1      | 2      | 3      | 4      | 5      | 6      | 7      |
| 2      | 8      | 9      | 10     | 11     | 12     | 13     | 14     |
| 3      | 15     | 16     | 17     | 18     | 19     | 20     | 21     |
| 4      | 22     | 23     | 24     | 25     | 26     | 27     | 28     |
| 5      | 29     | 30     | 31     |        |        |        |        |

| Februar | Februar | Februar | Februar | Februar | Februar | Februar | Februar |
| Kw      | Mo      | Di      | Mi      | Do      | Fr      | Sa      | So      |
| ------- | ------- | ------- | ------- | ------- | ------- | ------- | ------- |
| 5       |         |         |         | 1       | 2       | 3       | 4       |
| 6       | 5       | 6       | 7       | 8       | 9       | 10      | 11      |
| 7       | 12      | 13      | 14      | 15      | 16      | 17      | 18      |
| 8       | 19      | 20      | 21      | 22      | 23      | 24      | 25      |
| 9       | 26      | 27      | 28      |         |         |         |         |

| März | März | März | März | März | März | März | März |
| Kw   | Mo   | Di   | Mi   | Do   | Fr   | Sa   | So   |
| ---- | ---- | ---- | ---- | ---- | ---- | ---- | ---- |
| 9    |      |      |      | 1    | 2    | 3    | 4    |
| 10   | 5    | 6    | 7    | 8    | 9    | 10   | 11   |
| 11   | 12   | 13   | 14   | 15   | 16   | 17   | 18   |
| 12   | 19   | 20   | 21   | 22   | 23   | 24   | 25   |
| 13   | 26   | 27   | 28   | 29   | 30   | 31   |      |

| April | April | April | April | April | April | April | April |
| Kw    | Mo    | Di    | Mi    | Do    | Fr    | Sa    | So    |
| ----- | ----- | ----- | ----- | ----- | ----- | ----- | ----- |
| 13    |       |       |       |       |       |       | 1     |
| 14    | 2     | 3     | 4     | 5     | 6     | 7     | 8     |
| 15    | 9     | 10    | 11    | 12    | 13    | 14    | 15    |
| 16    | 16    | 17    | 18    | 19    | 20    | 21    | 22    |
| 17    | 23    | 24    | 25    | 26    | 27    | 28    | 29    |
| 18    | 30    |       |       |       |       |       |       |

| Mai | Mai | Mai | Mai | Mai | Mai | Mai | Mai |
| Kw  | Mo  | Di  | Mi  | Do  | Fr  | Sa  | So  |
| --- | --- | --- | --- | --- | --- | --- | --- |
| 18  |     | 1   | 2   | 3   | 4   | 5   | 6   |
| 19  | 7   | 8   | 9   | 10  | 11  | 12  | 13  |
| 20  | 14  | 15  | 16  | 17  | 18  | 19  | 20  |
| 21  | 21  | 22  | 23  | 24  | 25  | 26  | 27  |
| 22  | 28  | 29  | 30  | 31  |     |     |     |

| Juni | Juni | Juni | Juni | Juni | Juni | Juni | Juni |
| Kw   | Mo   | Di   | Mi   | Do   | Fr   | Sa   | So   |
| ---- | ---- | ---- | ---- | ---- | ---- | ---- | ---- |
| 22   |      |      |      |      | 1    | 2    | 3    |
| 23   | 4    | 5    | 6    | 7    | 8    | 9    | 10   |
| 24   | 11   | 12   | 13   | 14   | 15   | 16   | 17   |
| 25   | 18   | 19   | 20   | 21   | 22   | 23   | 24   |
| 26   | 25   | 26   | 27   | 28   | 29   | 30   |      |

| Juli | Juli | Juli | Juli | Juli | Juli | Juli | Juli |
| Kw   | Mo   | Di   | Mi   | Do   | Fr   | Sa   | So   |
| ---- | ---- | ---- | ---- | ---- | ---- | ---- | ---- |
| 26   |      |      |      |      |      |      | 1    |
| 27   | 2    | 3    | 4    | 5    | 6    | 7    | 8    |
| 28   | 9    | 10   | 11   | 12   | 13   | 14   | 15   |
| 29   | 16   | 17   | 18   | 19   | 20   | 21   | 22   |
| 30   | 23   | 24   | 25   | 26   | 27   | 28   | 29   |
| 31   | 30   | 31   |      |      |      |      |      |

| August | August | August | August | August | August | August | August |
| Kw     | Mo     | Di     | Mi     | Do     | Fr     | Sa     | So     |
| ------ | ------ | ------ | ------ | ------ | ------ | ------ | ------ |
| 31     |        |        | 1      | 2      | 3      | 4      | 5      |
| 32     | 6      | 7      | 8      | 9      | 10     | 11     | 12     |
| 33     | 13     | 14     | 15     | 16     | 17     | 18     | 19     |
| 34     | 20     | 21     | 22     | 23     | 24     | 25     | 26     |
| 35     | 27     | 28     | 29     | 30     | 31     |        |        |

| September | September | September | September | September | September | September | September |
| Kw        | Mo        | Di        | Mi        | Do        | Fr        | Sa        | So        |
| --------- | --------- | --------- | --------- | --------- | --------- | --------- | --------- |
| 35        |           |           |           |           |           | 1         | 2         |
| 36        | 3         | 4         | 5         | 6         | 7         | 8         | 9         |
| 37        | 10        | 11        | 12        | 13        | 14        | 15        | 16        |
| 38        | 17        | 18        | 19        | 20        | 21        | 22        | 23        |
| 39        | 24        | 25        | 26        | 27        | 28        | 29        | 30        |

| Oktober | Oktober | Oktober | Oktober | Oktober | Oktober | Oktober | Oktober |
| Kw      | Mo      | Di      | Mi      | Do      | Fr      | Sa      | So      |
| ------- | ------- | ------- | ------- | ------- | ------- | ------- | ------- |
| 40      | 1       | 2       | 3       | 4       | 5       | 6       | 7       |
| 41      | 8       | 9       | 10      | 11      | 12      | 13      | 14      |
| 42      | 15      | 16      | 17      | 18      | 19      | 20      | 21      |
| 43      | 22      | 23      | 24      | 25      | 26      | 27      | 28      |
| 44      | 29      | 30      | 31      |         |         |         |         |

| November | November | November | November | November | November | November | November |
| Kw       | Mo       | Di       | Mi       | Do       | Fr       | Sa       | So       |
| -------- | -------- | -------- | -------- | -------- | -------- | -------- | -------- |
| 44       |          |          |          | 1        | 2        | 3        | 4        |
| 45       | 5        | 6        | 7        | 8        | 9        | 10       | 11       |
| 46       | 12       | 13       | 14       | 15       | 16       | 17       | 18       |
| 47       | 19       | 20       | 21       | 22       | 23       | 24       | 25       |
| 48       | 26       | 27       | 28       | 29       | 30       |          |          |

| Dezember | Dezember | Dezember | Dezember | Dezember | Dezember | Dezember | Dezember |
| Kw       | Mo       | Di       | Mi       | Do       | Fr       | Sa       | So       |
| -------- | -------- | -------- | -------- | -------- | -------- | -------- | -------- |
| 48       |          |          |          |          |          | 1        | 2        |
| 49       | 3        | 4        | 5        | 6        | 7        | 8        | 9        |
| 50       | 10       | 11       | 12       | 13       | 14       | 15       | 16       |
| 51       | 17       | 18       | 19       | 20       | 21       | 22       | 23       |
| 52       | 24       | 25       | 26       | 27       | 28       | 29       | 30       |
| 1        | 31       |          |          |          |          |          |          |

| Januar | Januar | Januar | Januar | Januar | Januar | Januar | Januar |
| Kw     | Mo     | Di     | Mi     | Do     | Fr     | Sa     | So     |
| ------ | ------ | ------ | ------ | ------ | ------ | ------ | ------ |
| 1      | 1      | 2      | 3      | 4      | 5      | 6      | 7      |
| 2      | 8      | 9      | 10     | 11     | 12     | 13     | 14     |
| 3      | 15     | 16     | 17     | 18     | 19     | 20     | 21     |
| 4      | 22     | 23     | 24     | 25     | 26     | 27     | 28     |
| 5      | 29     | 30     | 31     |        |        |        |        |

| Februar | Februar | Februar | Februar | Februar | Februar | Februar | Februar |
| Kw      | Mo      | Di      | Mi      | Do      | Fr      | Sa      | So      |
| ------- | ------- | ------- | ------- | ------- | ------- | ------- | ------- |
| 5       |         |         |         | 1       | 2       | 3       | 4       |
| 6       | 5       | 6       | 7       | 8       | 9       | 10      | 11      |
| 7       | 12      | 13      | 14      | 15      | 16      | 17      | 18      |
| 8       | 19      | 20      | 21      | 22      | 23      | 24      | 25      |
| 9       | 26      | 27      | 28      |         |         |         |         |

| März | März | März | März | März | März | März | März |
| Kw   | Mo   | Di   | Mi   | Do   | Fr   | Sa   | So   |
| ---- | ---- | ---- | ---- | ---- | ---- | ---- | ---- |
| 9    |      |      |      | 1    | 2    | 3    | 4    |
| 10   | 5    | 6    | 7    | 8    | 9    | 10   | 11   |
| 11   | 12   | 13   | 14   | 15   | 16   | 17   | 18   |
| 12   | 19   | 20   | 21   | 22   | 23   | 24   | 25   |
| 13   | 26   | 27   | 28   | 29   | 30   | 31   |      |

| April | April | April | April | April | April | April | April |
| Kw    | Mo    | Di    | Mi    | Do    | Fr    | Sa    | So    |
| ----- | ----- | ----- | ----- | ----- | ----- | ----- | ----- |
| 13    |       |       |       |       |       |       | 1     |
| 14    | 2     | 3     | 4     | 5     | 6     | 7     | 8     |
| 15    | 9     | 10    | 11    | 12    | 13    | 14    | 15    |
| 16    | 16    | 17    | 18    | 19    | 20    | 21    | 22    |
| 17    | 23    | 24    | 25    | 26    | 27    | 28    | 29    |
| 18    | 30    |       |       |       |       |       |       |

| Mai | Mai | Mai | Mai | Mai | Mai | Mai | Mai |
| Kw  | Mo  | Di  | Mi  | Do  | Fr  | Sa  | So  |
| --- | --- | --- | --- | --- | --- | --- | --- |
| 18  |     | 1   | 2   | 3   | 4   | 5   | 6   |
| 19  | 7   | 8   | 9   | 10  | 11  | 12  | 13  |
| 20  | 14  | 15  | 16  | 17  | 18  | 19  | 20  |
| 21  | 21  | 22  | 23  | 24  | 25  | 26  | 27  |
| 22  | 28  | 29  | 30  | 31  |     |     |     |

| Juni | Juni | Juni | Juni | Juni | Juni | Juni | Juni |
| Kw   | Mo   | Di   | Mi   | Do   | Fr   | Sa   | So   |
| ---- | ---- | ---- | ---- | ---- | ---- | ---- | ---- |
| 22   |      |      |      |      | 1    | 2    | 3    |
| 23   | 4    | 5    | 6    | 7    | 8    | 9    | 10   |
| 24   | 11   | 12   | 13   | 14   | 15   | 16   | 17   |
| 25   | 18   | 19   | 20   | 21   | 22   | 23   | 24   |
| 26   | 25   | 26   | 27   | 28   | 29   | 30   |      |

| Juli | Juli | Juli | Juli | Juli | Juli | Juli | Juli |
| Kw   | Mo   | Di   | Mi   | Do   | Fr   | Sa   | So   |
| ---- | ---- | ---- | ---- | ---- | ---- | ---- | ---- |
| 26   |      |      |      |      |      |      | 1    |
| 27   | 2    | 3    | 4    | 5    | 6    | 7    | 8    |
| 28   | 9    | 10   | 11   | 12   | 13   | 14   | 15   |
| 29   | 16   | 17   | 18   | 19   | 20   | 21   | 22   |
| 30   | 23   | 24   | 25   | 26   | 27   | 28   | 29   |
| 31   | 30   | 31   |      |      |      |      |      |

| August | August | August | August | August | August | August | August |
| Kw     | Mo     | Di     | Mi     | Do     | Fr     | Sa     | So     |
| ------ | ------ | ------ | ------ | ------ | ------ | ------ | ------ |
| 31     |        |        | 1      | 2      | 3      | 4      | 5      |
| 32     | 6      | 7      | 8      | 9      | 10     | 11     | 12     |
| 33     | 13     | 14     | 15     | 16     | 17     | 18     | 19     |
| 34     | 20     | 21     | 22     | 23     | 24     | 25     | 26     |
| 35     | 27     | 28     | 29     | 30     | 31     |        |        |

| September | September | September | September | September | September | September | September |
| Kw        | Mo        | Di        | Mi        | Do        | Fr        | Sa        | So        |
| --------- | --------- | --------- | --------- | --------- | --------- | --------- | --------- |
| 35        |           |           |           |           |           | 1         | 2         |
| 36        | 3         | 4         | 5         | 6         | 7         | 8         | 9         |
| 37        | 10        | 11        | 12        | 13        | 14        | 15        | 16        |
| 38        | 17        | 18        | 19        | 20        | 21        | 22        | 23        |
| 39        | 24        | 25        | 26        | 27        | 28        | 29        | 30        |

| Oktober | Oktober | Oktober | Oktober | Oktober | Oktober | Oktober | Oktober |
| Kw      | Mo      | Di      | Mi      | Do      | Fr      | Sa      | So      |
| ------- | ------- | ------- | ------- | ------- | ------- | ------- | ------- |
| 40      | 1       | 2       | 3       | 4       | 5       | 6       | 7       |
| 41      | 8       | 9       | 10      | 11      | 12      | 13      | 14      |
| 42      | 15      | 16      | 17      | 18      | 19      | 20      | 21      |
| 43      | 22      | 23      | 24      | 25      | 26      | 27      | 28      |
| 44      | 29      | 30      | 31      |         |         |         |         |

| November | November | November | November | November | November | November | November |
| Kw       | Mo       | Di       | Mi       | Do       | Fr       | Sa       | So       |
| -------- | -------- | -------- | -------- | -------- | -------- | -------- | -------- |
| 44       |          |          |          | 1        | 2        | 3        | 4        |
| 45       | 5        | 6        | 7        | 8        | 9        | 10       | 11       |
| 46       | 12       | 13       | 14       | 15       | 16       | 17       | 18       |
| 47       | 19       | 20       | 21       | 22       | 23       | 24       | 25       |
| 48       | 26       | 27       | 28       | 29       | 30       |          |          |

| Dezember | Dezember | Dezember | Dezember | Dezember | Dezember | Dezember | Dezember |
| Kw       | Mo       | Di       | Mi       | Do       | Fr       | Sa       | So       |
| -------- | -------- | -------- | -------- | -------- | -------- | -------- | -------- |
| 48       |          |          |          |          |          | 1        | 2        |
| 49       | 3        | 4        | 5        | 6        | 7        | 8        | 9        |
| 50       | 10       | 11       | 12       | 13       | 14       | 15       | 16       |
| 51       | 17       | 18       | 19       | 20       | 21       | 22       | 23       |
| 52       | 24       | 25       | 26       | 27       | 28       | 29       | 30       |
| 1        | 31       |          |          |          |          |          |          |

## Ereignisse

### Politik und Weltgeschehen

#### Heiliges Römisches Reich
- 20. April: Nach dem Tod von Johann I. regieren seine beiden minderjährigen Söhne Adolf V. und Johann II. die Grafschaft Holstein-Kiel gemeinsam. Sie stehen dabei unter der Vormundschaft ihres Onkels Gerhard I., Graf von Holstein-Itzehoe.
- 11. September: Der Langsdorfer Frieden beendet den Thüringisch-hessischen Erbfolgekrieg. Langsdorf wird als neutral gelegener Verhandlungsort über Gebietsstreitigkeiten zwischen Markgraf Heinrich dem Erlauchten von Meißen, Sophie von Brabant und dem Erzbischof und Kurfürsten von Mainz, Werner von Eppstein gewählt. Das Ergebnis ist die Ablösung Hessens von der Landgrafschaft Thüringen. Sophies Sohn Heinrich I. wird zum ersten Landgrafen von Hessen.
- Heinrich der Erlauchte aus dem Geschlecht der Wettiner übergibt die Landgrafschaft in Thüringen an seinen Sohn Albrecht (den Entarteten).
- Filippo della Torre aus dem Patriziergeschlecht der Torriani wird Herrscher von Mailand.

#### Skandinavien/Schottland
- Håkon IV. Håkonson bereitet im Frühjahr einen Feldzug gegen Schottland vor, den er selbst anführen will. Mit seinem Feldzug will der König abtrünnige Vasallen auf den westschottischen Inseln einschüchtern, Verbündete gewinnen und die Schwäche Schottlands demonstrieren. Nach den norwegischen Sagas bricht die norwegische Flotte entweder am 5. oder am 11. Juli auf. Sie erreicht zunächst rasch die Shetlandinseln, wo sie zwei Wochen lang im Bressay Sund rastet. Dann segelt die Flotte weiter nach Shapinsay, eine der ebenfalls unter norwegischer Oberhoheit stehenden Orkneyinseln.
- Am 30. September zerstört ein Sturm einen Teil der norwegischen Flotte.
- 2. Oktober: Die Schlacht von Largs zwischen norwegischen und schottischen Einheiten endet ohne eindeutigen Sieger.

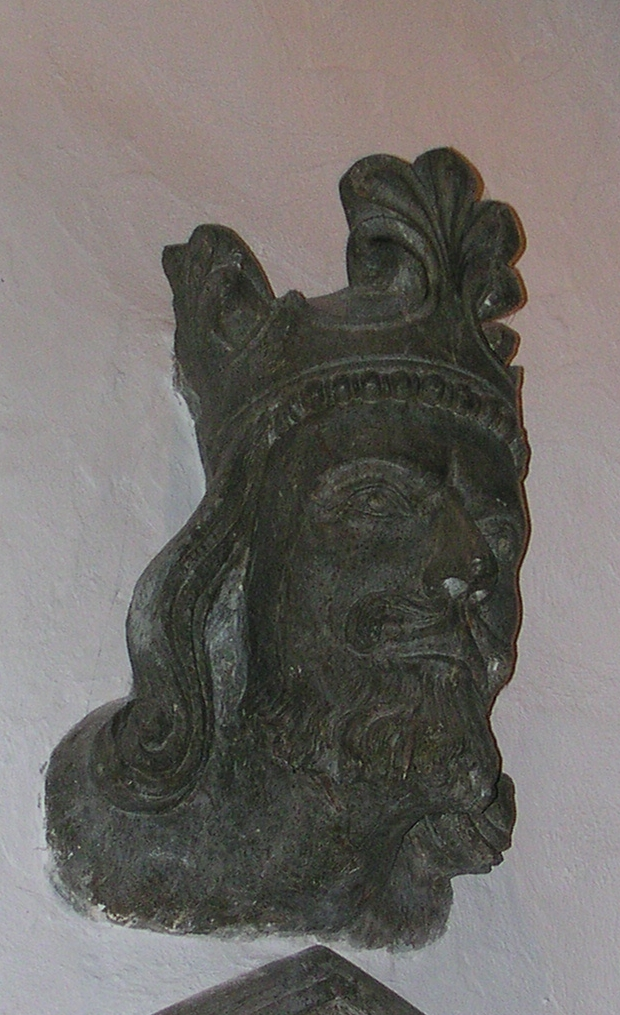
König Magnus von Norwegen

- 16. Dezember: Nach dem Tod von Håkon IV. infolge einer Erkrankung in seinem Winterquartier auf Orkney wird sein Sohn Magnus Lagabætir alleiniger König von Norwegen, nachdem er bereits 1261 gekrönt worden ist.

#### England/Wales
- 25. April: In einer Versammlung der englischen Barone in Oxford verlangen diese von König Heinrich III. die Wiederanerkennung der Provisions of Oxford. Dieser lehnt das strikt ab.
- In England kommt es neuerlich zu Aufständen durch Gilbert de Clare und Roger de Clifford. Simon de Montfort bringt die Cinque Ports in seine Gewalt. In London stürzt eine revolutionäre Gruppe die städtischen Oligarchen und stellt sich auf die Seite der Barone, während sich der König im Tower of London befindet.
- 15. Juli: Die Rebellen besetzen London, einen Tag später akzeptiert Heinrich III. ihre Forderungen.
- 9. September: Heinrich muss öffentlich die Provisions of Oxford anerkennen, Simon de Montfort stimmt einem Schiedsspruch des französischen Königs über deren Rechtmäßigkeit zu.
- 28. Dezember: Heinrich III. reist nach Amiens, um sich dem Schiedsspruch des französischen Königs Ludwig IX. im Konflikt mit den englischen Baronen unter der Führung von Simon de Montfort, 6. Earl of Leicester, zu unterwerfen.
- Der Waliser Dafydd ap Gruffydd schließt sich dem englischen König Heinrich III. im Kampf gegen seinen Bruder Llywelyn ap Gruffydd an.

#### Südeuropa
- Die erste Verfassung der Republik San Marino wird erstellt.
- Im Zuge der Reconquista wird die Stadt Arcos de la Frontera von den Christen erobert.
- Verde di Salizzole heiratet Alberto I. della Scala und wird damit die Stammmutter der Scaliger in Verona.

#### Asien und Nordafrika
- März: Nach dem Tod von Manuel I. wird sein Sohn Andronikos II. Kaiser und Großkomnene von Trapezunt in Kleinasien. Unter seiner Herrschaft wird das Reich zu einem florierenden Handelszentrum.
- Frühjahr: Baibars I., Sultan der Mamluken in Ägypten, erobert Karak und nimmt den Emir al-Mughīth ʿUmar gefangen, den er wenig später hinrichten lässt. Auf dem Weg erobert er das christlich-fränkische Nazaret und führte einen ersten Angriff auf Akkon, der allerdings zurückgeschlagen wird. Anschließend beginnt er in Kairo mit großangelegten Rüstungen zur Vorbereitung eines Krieges gegen die christlichen Kreuzfahrerstaaten in der Levante.

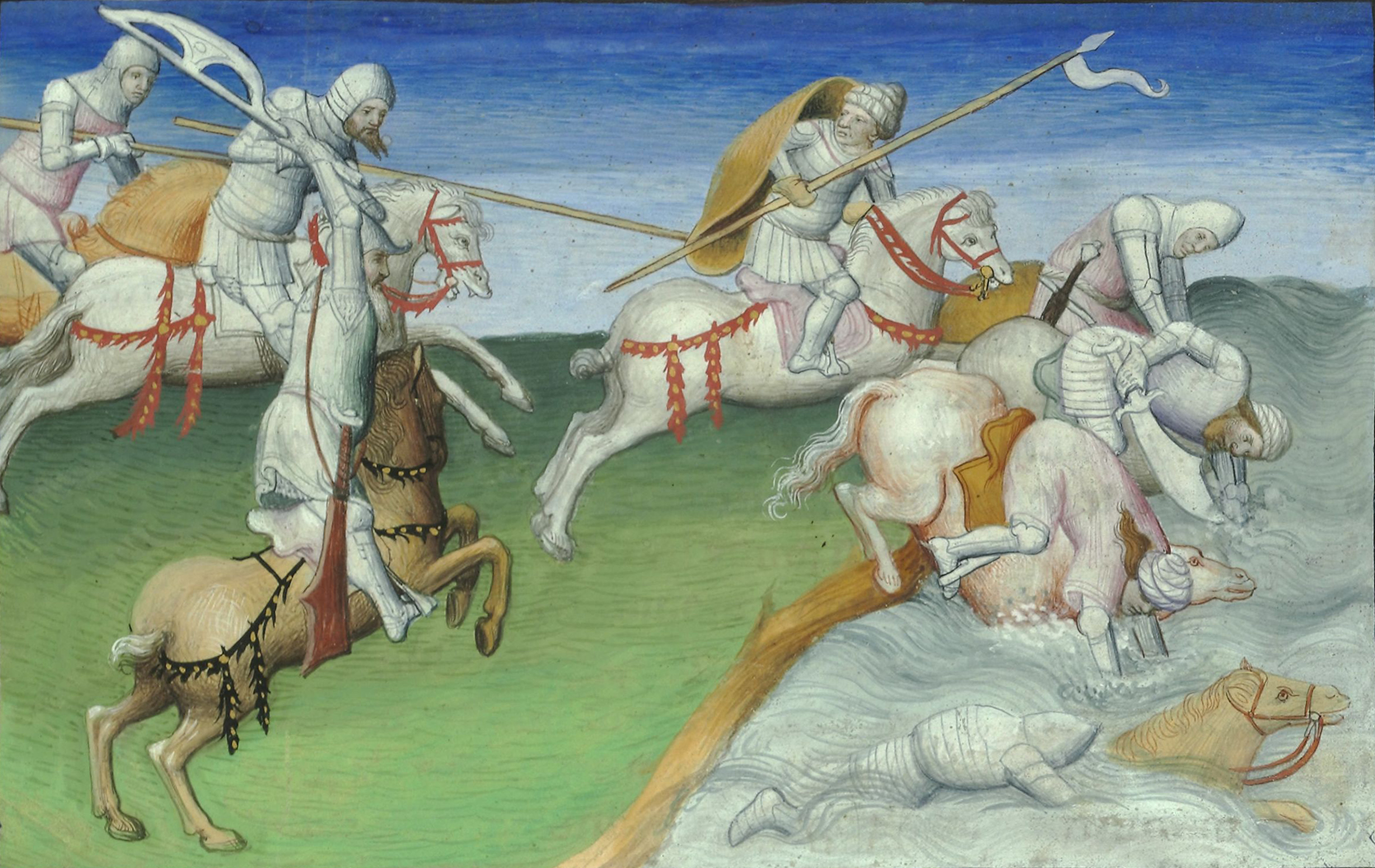
Darstellung der Schlacht bei dem Fluss Terek

- Der Sieg der Goldenen Horde unter Berke Khan in der Schlacht am Terek bringt diesem keinen langfristigen Vorteil im innermongolischen Krieg gegen das persische Reich der Ilchane unter Hülegü.

#### Städtegründungen und urkundliche Ersterwähnungen
- Durch die Erbauung der Burg Neersen entsteht die gleichnamige Gemeinde Neersen.
- Bangerten, Belp, Deisswil bei Münchenbuchsee, Oekingen, Rothrist und Strengelbach und das ukrainische Swaljawa werden erstmals urkundlich erwähnt.
- Jakab Cseszneky, Schwertträger von König Béla IV., erbaut die Burg Csesznek in Zentralungarn und begründet das Geschlecht der Cseszneky.
- Burg Hageneck wird erstmals urkundlich erwähnt.

### Wirtschaft
- In Straßburg bildet sich eine Zunft der Müller.

### Wissenschaft und Technik
- John de Balliol gründet das Balliol College der Universität Oxford.

### Religion und Kultur
- 3. Januar: Hermann I. von Schladen wird Bischof von Schwerin als Nachfolger des im Vorjahr gestorbenen Rudolf I. Die Bischofsweihe erfolgt wohl im Februar nach der Genehmigung durch den Erzbischof von Bremen, Hildebold von Wunstorf.
- 1. Juni: Urban IV. genehmigt den Orden der Cölestiner.
- Urban IV. verfasst das Apostolische Schreiben Exultavit cor nostrum. Er nimmt damit Kontakt mit dem Führer der mongolischen Dynastie der Ilchane auf.
- Urban IV. erlässt eine Regel für den erstmals von ihm so genannten Klarissenorden, in dem Güterbesitz und der Einsatz von Dienerinnen zugelassen sind (daher auch „Urbanistinnen“ oder „reiche Klarissen“ genannt).
- Auf einer Provinzialsynode in Arles werden die Schriften des Joachim von Fiore als häretisch verdammt.
- In Bolsena findet angeblich ein Blutwunder statt.
- Die Stephanskirche in Wien wird feierlich geweiht.
- Die Marienkapelle auf dem Gollenberg wird erstmals urkundlich erwähnt.
- In Böhmisch Krumau gründet König Ottokar II. Přemysl das Kloster Heiligenkron und besiedelt es mit Mönchen des niederösterreichischen Zisterzienserklosters Heiligenkreuz. Es gehört damit der Filiation der Primarabtei Morimond an. Damit kommen auch Ottokars Bemühungen um eine Integration der böhmischen und babenbergischen Länder zu einem neuen, einheitlichen Staat zum Ausdruck. Da das Klostergut unmittelbar an die witigonischen Besitzungen in Südböhmen angrenzt, wird vermutet, dass Ottokar mit der Gründung des Klosters auch die weitere Expansion der Witigonen behindern will.
- ab 1263: Raimundus Lullus unternimmt den Versuch, die alleinige Wahrheit der christlichen Lehre zu erweisen und vor allem die arabische Welt zu missionieren.
- um 1263/1267: Jacobus de Voragine verfasst die Legenda aurea, eine Sammlung von Heiligenviten.
- Vom 20. bis zum 24. Juli findet die Disputation von Barcelona statt.

## Geboren
- 22. Januar: Ibn Taimīya, islamischer Theologe und Rechtsgelehrter († 1328)
- 10. März: Isabel de Clare, englische Adelige († 1338)
- 27. Dezember: Weichart von Polheim, Erzbischof von Salzburg († 1315)
- Isabelle de Villehardouin, Fürstin von Achaia und Morea († 1312)
- Napoleone Orsini, Kardinal der katholischen Kirche († 1342) allerdings unsicher
- Rosaline von Villeneuve, französische Adelige und katholische Heilige († 1329)
- Theobald II., Herzog von Lothringen († 1312)
- um 1263: Theobald von Bar, Bischof von Lüttich († 1312)

## Gestorben

### Erstes Halbjahr
- vor dem 7. Januar: Agnes von Andechs, Herzogin von Österreich, Steiermark und Kärnten (* um 1215)
- 12. Februar: Walter von Geroldseck, Bischof von Straßburg (* 1231)
- 25. Februar: John de Plessis, aus Frankreich stammender englischer Magnat

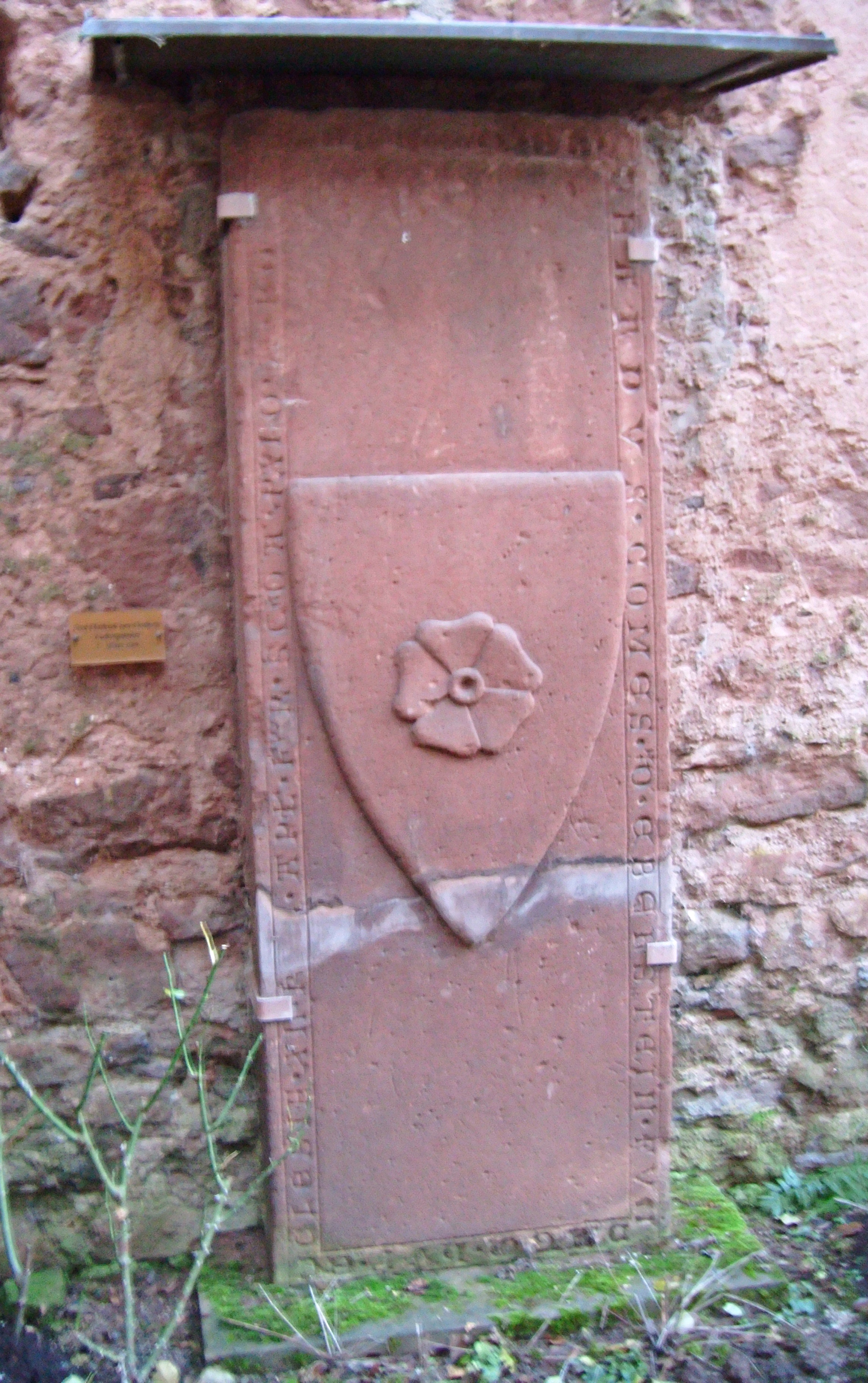
Grabplatte Eberhards IV., im Kloster Rosenthal, Pfalz

- 18. März: Eberhard IV., Graf von Eberstein, Inhaber der Herrschaft Stauf und Klostergründer (* um 1190)
- 19. März: Hugo von Saint-Cher, französischer Dominikaner und Kardinal, päpstlicher Berater und Diplomat sowie Bibelkommentator (* um 1200)
- März: Manuel I., Kaiser und Großkomnene von Trapezunt (* 1218)
- 20. April: Johann I., Graf von Holstein-Kiel (* um 1229)
- 7. Juni: Bonifaz, Graf von Savoyen (* 1244)

### Zweites Halbjahr

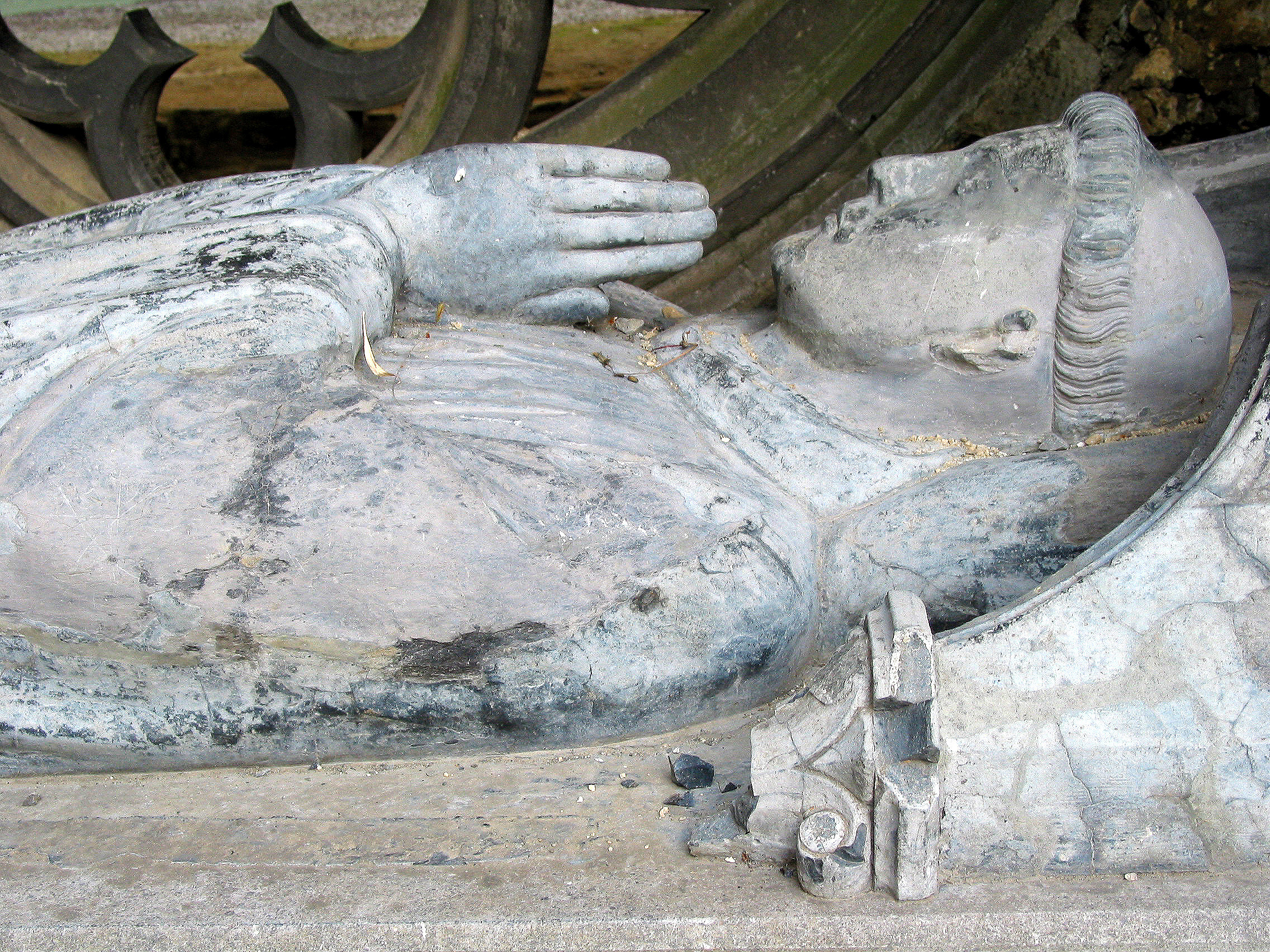
Das Grab des Gobert d’Apremont in der Abtei Villers

- 20. August: Gobert VI. von Apremont, französischer Adeliger (* um 1187)
- Herbst: Einar Smjørbak Gunnarsson, norwegischer Erzbischof in Nidaros
- 11. September: Otto I., Graf von Tecklenburg (* um 1185)
- 12. September: Mindaugas, Großfürst und König von Litauen (* um 1203)
- 14. November, Alexander Newski, russischer Fürst von Nowgorod, Großfürst von Kiew und Wladimir, Heiliger der orthodoxen Kirche (* um 1220)
- 16. Dezember: Håkon IV. Håkonsson, König von Norwegen (* 1204)
- Dezember: Hugh de Vere, 4. Earl of Oxford, englischer Adeliger (* um 1210)

### Genaues Todesdatum unbekannt
- Jona Gerondi, katalanischer Rabbiner und Moralist (* 1200)
- Guido I. de la Roche, französischer Adeliger, Großherr von Athen und Theben (* um 1205)

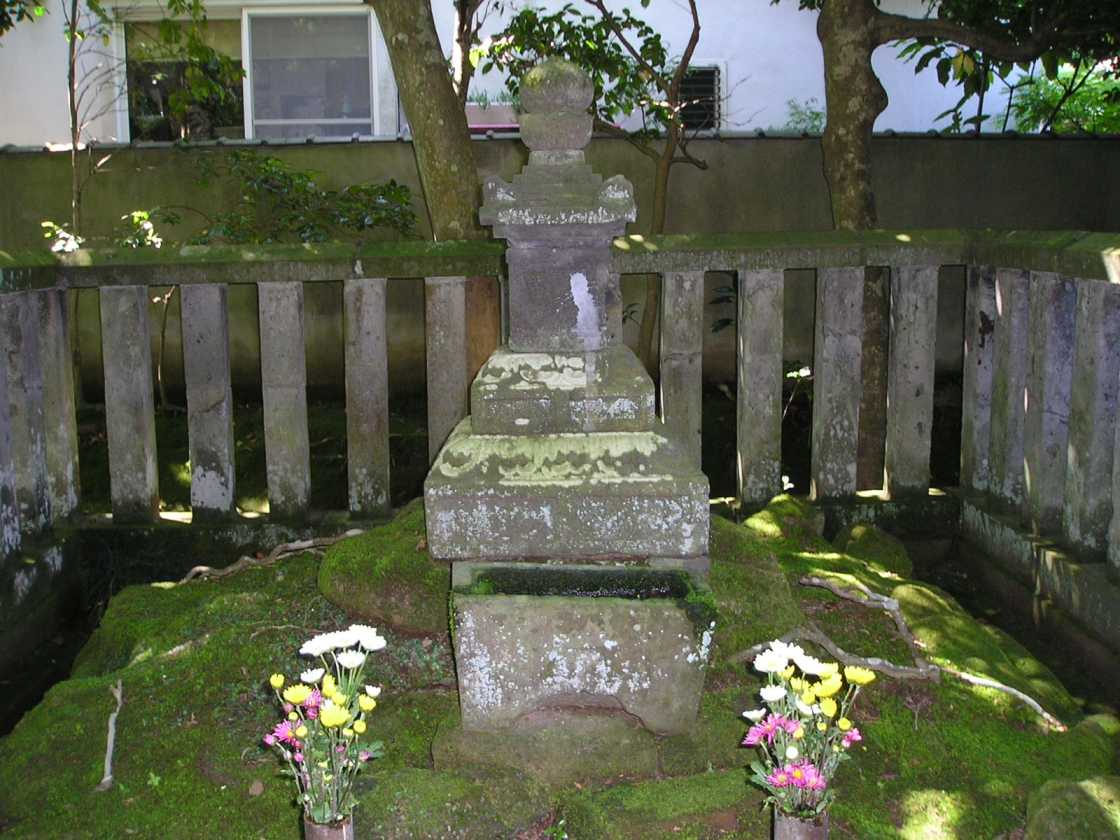
Hōjō Tokiyoris Grab

- Hōjō Tokiyori, Shikken (Regent) des Kamakura-Shōgunats in Japan (* 1227)

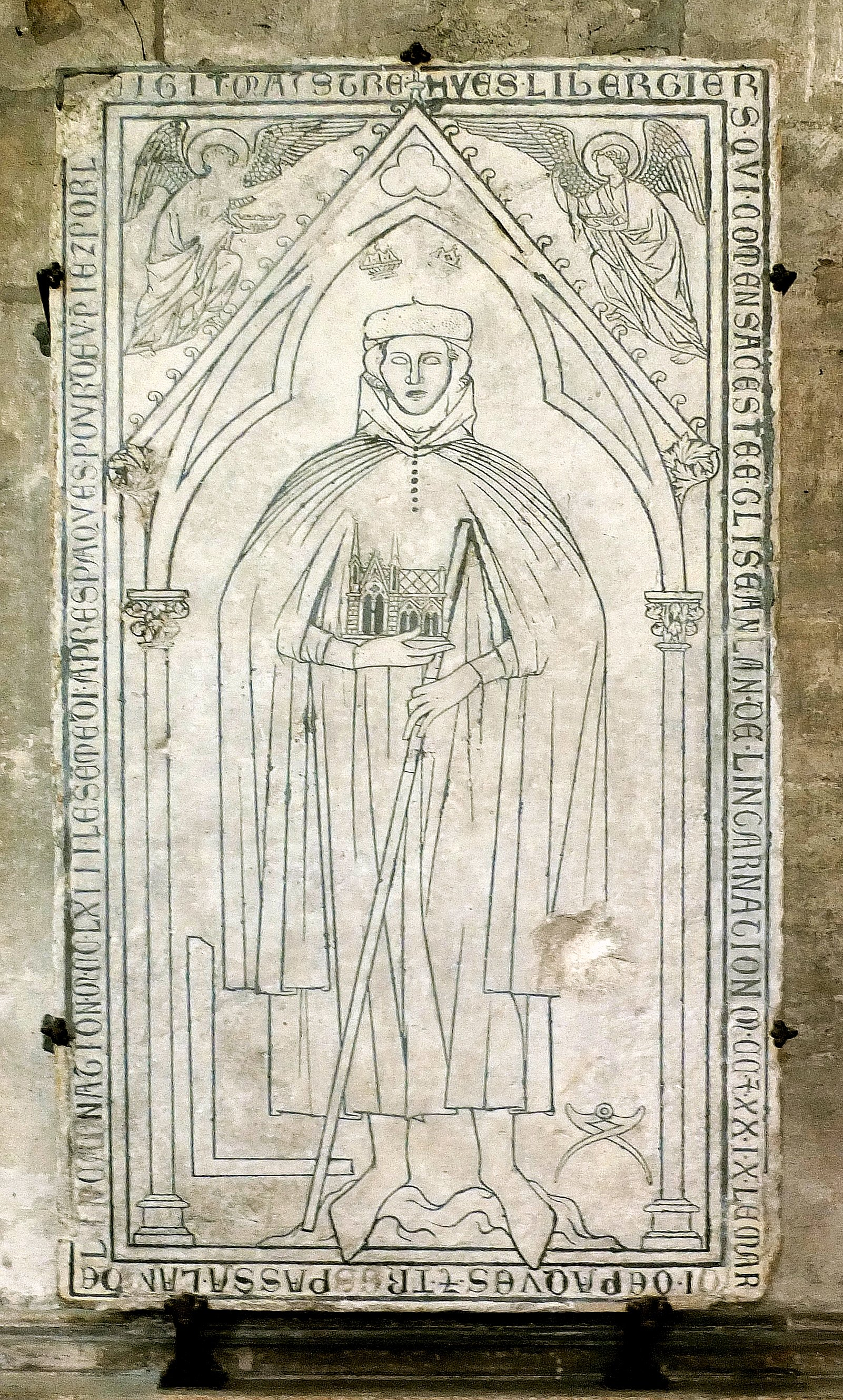
Epitaph von Hugo Libergier

- Hugo Libergier, französischer Baumeister (* 1229)
- Shinran, japanischer Gründer der buddhistischen Schule der Jodo Shinshu (* 1173)
- al-Mughīth ʿUmar, Emir von Karak

### Gestorben um 1263
- 1260/1263: Accursius, italienischer Jurist und Glossator (* 1182/1185)